# Rockefeller Street (альбом)
Rockefeller Street (с англ. — «Улица Рокфеллера») — дебютный полноформатный студийный альбом эстонской певицы Getter Jaani, выпущен 2 мая 2011 года. Первый Parim päev был мини-альбомом.

## Синглы альбома
- «Rockefeller Street» — первый сингл с альбома, который Getter исполнила на Конкурсе Евровидение 2011 от Эстонии в финале, по итогам которого она набрала 44 очка и заняла 24-е место.
- «Valged ööd» — второй сингл альбома. Песня исполнена совместно с эстонским певцом Koit Toome и была выпущена 23 мая 2011 года.
- «Me kõik jääme vanaks» — третий сингл с альбома, выпущен 30 октября 2011 года.

## Список композиций
| №   | Название                                    | Длительность |
| --- | ------------------------------------------- | ------------ |
| 1.  | «Rockefeller Street»                        | 3:59         |
| 2.  | «Valged ööd» (feat. Тооме, Койт)            | 3:50         |
| 3.  | «Robot»                                     | 3:58         |
| 4.  | «Grammofon»                                 | 3:38         |
| 5.  | «Must Klaver»                               | 3:13         |
| 6.  | «Parim Päev»                                | 3:36         |
| 7.  | «Me kõik jääme vanaks» (feat. Михкель Рауд) | 4:40         |
| 8.  | «Saladus»                                   | 3:31         |
| 9.  | «Teater»                                    | 3:23         |
| 10. | «Ebareaalne»                                | 3:21         |
| 11. | «Alles Alguses»                             | 4:45         |
| 12. | «Rockefeller Street» (Remix)                | 3:50         |

## Позиции в чартах
| Чарт (2011)           | Наивысшая позиция |
| --------------------- | ----------------- |
| Estonian Albums Chart | 3                 |

## История релиза
| Государство | Дата       | Формат            | Лейбл            |
| ----------- | ---------- | ----------------- | ---------------- |
| Интернет    | 2 мая 2011 | цифровая загрузка | Лейбл            |
| Эстония     | 2 мая 2011 | CD                | Moonwalk Records |